# Cellaria triangulata
Cellaria triangulata är en mossdjursart som beskrevs av Canu och Bassler 1925. Cellaria triangulata ingår i släktet Cellaria och familjen Cellariidae. Inga underarter finns listade i Catalogue of Life.